# Feel Euphoria
Feel Euphoria ist das siebte Studioalbum der US-amerikanischen Progressive-Rock-Band Spock’s Beard. Es war das erste Album nach dem Ausstieg des Sängers und Songwriters Neal Morse. Als Nachfolger wurde kein neuer Sänger eingestellt, stattdessen übernahm der Schlagzeuger und Perkussionist Nick D’Virgilio den Leadgesang und teilweise das Songwriting und übte diese Rollen bis zu seinem Ausstieg (2011) aus. Auf Feel Euphoria hat er zwei Songs geschrieben. An drei anderen Songs ist er als Autor beteiligt.

## Titelliste
Die Tracks 7 bis 12 ergeben die Suite A Guy Named Sid
1. Onomatopoeia – 5:16 (D’Virgilio, Alan Morse, John Boegehold)
2. The Bottom Line – 7:33 (D’Virgilio, Stan Ausmus)
3. Feel Euphoria – 7:20 (D’Virgilio, Ryo Okumoto)
4. Shining Star – 4:04 (D’Virgilio)
5. East of Eden, West of Memphis – 7:05 (Morse, Boegehold)
6. Ghosts of Autumn – 6:54 (Dave Meros, Boegehold)
7. A Guy Named Sid – 20:23 (D’Virgilio)
  - I. Intro – 3:00
  - II. Same Old Story – 4:25
  - III. You Don’t Know – 3:11
  - IV. Judge – 3:20
  - V. Sid’s Boys Choir – 1:09
  - VI. Change – 5:18
8. Carry On (Morse, Ausmus, Boegehold) – 5:17

Special Edition Bonus Tracks
1. Moth of Many Flames – 3:17 (Morse)
2. From the Messenger – 7:27 (Okumoto)

## Gastmusiker
- John Boegehold – Synthesizer, Effekte
- Gina Ballina – French Horn
- J’anna Jacoby – Violine
- Steve Velez – Cello

## Rezeption
Michael Rensen vom Rock Hard vergibt in Heft Nr. 194 für das Album 8.5 von 10 möglichen Punkten und bezeichnet das Album als teilweise mutig und sehr abwechslungsreich und lobt den Gesang von D’Virgilio. Er stellt für die gelungene Musik vor allem Vergleiche zu den frühen Genesis auf und kommt trotzdem zum Schluss, dass die Band unter dem Ausstieg von Neal Morse gelitten hat. Abschließend stellt er fest: „Der Bart klingt immer noch unverkennbar nach dem Bart und auch wenn er nicht mehr ganz seine einstmalige Pracht besitzt, ist er doch meilenweit davon entfernt, abrasiert werden zu müssen.“